# Bella Jozef
Bella Karacuchansky Jozef (Rio de Janeiro, 29 de janeiro de 1926 – ibid.,11 de novembro de 2010) foi uma professora e crítica literária brasileira.
Professora Emérita da Universidade Federal do Rio de Janeiro desde 1996, é considerada uma das maiores especialistas em literatura hispano-americana do Brasil.

## Biografia
Bella nasceu na cidade do Rio de Janeiro em 1926. Era filha dos imigrantes judeus russos Rosa Schechter e José Karacuchansky. Em 1945, formou-se em Letras Neolatinas pela Universidade do Brasil, hoje a Universidade Federal do Rio de Janeiro. Logo se tornou assistente de Manuel Bandeira, na Cátedra de Literaturas Hispano-americanas da Faculdade Nacional de Filosofia.
Com a aposentadoria de Bandeira em 1956, Bella assumiu as aulas de literatura-hispano-americana e no ano seguinte obteve o título de livre-docente. Seu interesse geral de pesquisa sempre foi a produção literária latino-americana. Dedicou sua carreira a difundir a literatura hispano-americana em diversas esferas. Foi responsável pela criação do Seminário Permanente de Estudos Hispano-americanos na UFRJ, que levou à fundação, em 1987, da Revista América-hispânica, uma publicação anual com 16 números editados. Publicou obras em vários países como o México e Espanha, e foi agraciada com a Ordem do Mérito do Sol, no Peru e a Ordem das Palmas Académicas, na França.
Foi Coordenadora da Pós-graduação e membro do Conselho Editorial da UFRJ, foi responsável pela criação do Setor de Literaturas Hispano-americanas, cuja equipe coordenou por muitos anos. Foi pesquisadora do CNPq e ao longo de décadas, à frente do Seminário Permanente de Estudos Hispano-americanos (SEPEHA), que promoveu a vinda de escritores e intelectuais de toda a América Hispânica, em parceria com embaixadas, consulados e Casas de Cultura. Fundou a Cátedra Alfonso Reyes, de intercâmbio Brasil-México. Ao completar 70 anos, em 1996, recebeu o título de Professora Emérita da Universidade Federal do Rio de Janeiro.
Por mais de 60 anos foi casada com George Josef, com quem teve dois filhos.

## Morte
Bella morreu na cidade do Rio de Janeiro, em 11 de novembro de 2010, aos 84 anos, devido a um infarto. Ela foi sepultada no Cemitério Comunal Israelita do Caju, no Rio de Janeiro. Sua vasta biblioteca foi doada à Universidade Federal do Rio de Janeiro.

## Obras
- Poesia Argentina - 1940-1960
- História da Literatura Hispano-Americana (1971)
- O Espaço Reconquistado (1974)
- Antologia Geral da Literatura Brasileira
- O Jogo Mágico (1980)
- Projecção de Camões nas literaturas hispânicas (1984)
- A Máscara e o Enigma (1986)
- Romance Hispano-Americano (1986)
- "Antologia General de Literatura Brasileña" (México, 1995)
- Diálogos Oblíquos
- Borges